# جان نیسکنز
جان نیسکنز (انگلیسی: John Neeskens؛ زادهٔ ۱۷ نوامبر ۱۹۹۳) بازیکن فوتبال اهل ایالات متحده آمریکا است.
از باشگاه‌هایی که در آن بازی کرده‌است می‌توان به باشگاه فوتبال کلرادو رپیدز اشاره کرد.